# Калінін (Адигея)
Калінін (рос. Калинин; адиг. Калинин) — хутір Майкопського району Адигеї Росії. Входить до складу Красноульського сільського поселення.
Населення — 276 осіб (2015 рік).